# Мир и Википедия: как мы редактируем реальность
«Мир и Википедия: как мы редактируем реальность» (англ. The World and Wikipedia: How We are Editing Reality) — книга, написанная британским лингвистом Эндрю Дэлби и опубликованная издательством Siduri Books в 2009 году.
Автор рассматривает контекст зарождения и развития Википедии, рассматривая более широкую энциклопедическую традицию. Обсуждается работа и поведение экспертов и неэкспертов в сообществе, а также вопрос надёжности и проблема вандализма. Дэлби освещает многочисленные инциденты из английской, французской и немецкой Википедии и завершает статью оптимистичным взглядом на центральную и ответственную роль, которую, по его мнению, Википедия будет играть в СМИ.
В книге используется «анекдотический подход», утверждающий, что «непропорциональное внимание к популярной культуре […] имеет место, но со временем добавляется содержание и расширяются статьи», и почему «мы будем всё больше и больше полагаться на неё, и что она будет служить нам лучше, чем её предшественники». Автор «называет римского натуралиста Плиния Старшего протовикипедистом» и утверждает, «что Википедия […] стала более надёжной по мере того, как всё больше людей ею пользуются».